# 大阪府道・和歌山県道65号岬加太港線
大阪府道・和歌山県道65号岬加太港線（おおさかふどう・わかやまけんどう65ごう みさきかだこうせん）は、大阪府泉南郡岬町から和歌山県和歌山市に至る主要地方道（大阪府道・和歌山県道）である。

## 概要

### 路線データ
- 陸上距離：不明　（大阪府：不明　和歌山県：8.938km）
- 起点：大阪府泉南郡岬町深日（大阪府道752号和歌山阪南線交点）
- 終点：和歌山県和歌山市加太

## 歴史
- 1971年（昭和46年）6月26日 - 建設省（現・国土交通省）が主要地方道に指定[1]。
- 1994年（平成6年）10月 - 大川峠の真下を通る大川トンネルが開通する。1990年着工、1993年竣工。延長1005.0m、幅7.0m、高4.5m。
- 2006年（平成18年）9月1日 - 不法投棄および暴走族対策のため、開通時の大川峠を越える旧道ルートが終日車両通行止めとなる[2]。但し歩行者、自転車および許可車は進入可能である。

## 路線状況

### 道の駅
- 道の駅とっとパーク小島（岬町）

## 地理

### 通過する自治体
- 大阪府
  - 泉南郡岬町
- 和歌山県
  - 和歌山市

### 交差する道路
岬町
- 大阪府道752号和歌山阪南線（深日中央交差点、起点）
- 大阪府道751号木ノ本岬線（泉南郡岬町多奈川谷川・谷川東交差点）
- 大阪府道751号木ノ本岬線（泉南郡岬町多奈川谷川・多奈川小学校前交差点）

和歌山市
- 和歌山県道7号粉河加太線（和歌山市加太・大谷橋南詰交差点）

### 沿線
- 南海多奈川線
- 淡嶋神社
- 紀淡連絡道路
- 大川峠